# 이기선 (배우)
이기선은 대한민국의 前 배우이다. 1979년 TBC 22기 공채 탤런트로 데뷔했다. 1980년 언론 통폐합 이후 KBS에서 활동하다가 1984년 여름 MBC로도 진출하여 활동했으며 1987년경 결혼으로 인해 은퇴했다.

## 드라마
- 1979년 TBC 서울은 내것이다
- 1980년 TBC 달동네 (노상욱)
- 1981년 KBS 1TV 소망
- 1981년 KBS 1TV 대명
- 1981년 KBS 1TV TV 문학관 아리랑 아리랑 아라리요 (점례 역)
- 1981년 KBS 1TV TV 문학관 사라진 것들을 위하여
- 1981년 KBS 1TV 일요극장 (축제의마지막)
- 1982년 KBS 2TV 꽃바람
- 1982년 KBS 1TV 풍운 (영보당 귀인 이씨 역)
- 1982년 KBS 1TV TV 문학관 산노을 (하영 역)
- 1983년 KBS 2TV 안개
- 1983년 KBS 1TV TV 문학관 학춤
- 1984년 KBS 1TV 독립문 (난홍 역)
- 1984년 MBC 조선왕조 500년 설중매 (폐비 윤씨 역)
- 1984년 MBC 베스트셀러극장 겨울의 빛
- 1984년 MBC 베스트셀러극장 내일 또 내일
- 1985년 MBC 베스트셀러극장 말괄량이 도시
- 1985년 MBC 베스트셀러극장 말하는 눈
- 1985년 MBC 아무렴 그렇지 그렇고 말고 (보옥 역)
- 1985년 MBC 베스트셀러극장 달리는 황제 (이순 역)
- 1985년 MBC 베스트셀러극장 인간의 꽃
- 1986년 MBC 조선왕조 500년 회천문 (폐비 유씨 역)
- 1986년 MBC 베스트셀러극장 어항을 뛰어나온 고기
- 1986년 MBC 베스트셀러극장 산타클로스는 있는가 (수녀 역)
- 1987년 MBC 부초 (지혜 역)
- 1987년 MBC 베스트셀러극장 외아들
- 1987년 MBC 베스트셀러극장 강

## 영화
- 1980년 야성의 처녀
- 1981년 깊은 밤 갑자기 (미옥역)
- 1982년 버려진 청춘 (명자역)

## 경력
- 1981년 7월 18일 TV가이드 창간호 표지 모델